# U.D. Leiria
União Desportiva de Leiria je portugalski nogometni klub iz Leirie. Klub je utemeljen 1966. godine. U sezoni 2019./20. klub igra u Campeonato de Portugal (3. rang), u Serie C.

## Plasmani
- 1994/95. – 6.
- 1995/96. – 7.
- 1996/97. – 17. ispali
- 1997/98. – 1.  Liga de Honra (2. liga)
- 1998/99. – 6.
- 1999/00. – 10.
- 2000/01. – 5.
- 2001/02. – 7.
- 2002/03. – 5.
- 2003/04. – 10.
- 2004/05. – 15.
- 2005/06. – 7.
- 2006/07. – 7.
- 2007/08. – 16. ispali
- 2008/09. – 2.  Liga de Honra (2. liga)
- 2009/10. – 9.
- 2010/11. – 10.
- 2011/12. – 16. ispali
- 2012/13. – 7.  Portuguese Second Division (3. liga)
- 2013/14. - ?.  Campeonato Nacional (3. liga)

Zbog klupskih problema, ispadanjem iz prvog ranga portuglaskog nogometa u sezoni 2011./12., i problemima u financijama, klub je direktno izbačen u 3.ligu u kojoj igraju od sezone 2012./13.

## Klupski uspjesi
U sezoni 2002./03., UD Leiria je došla do završnice portugalskog kupa, gdje je izgubila od Porta s 1:0. 
Godine 2004., došli su do završnice Intertoto kupa, gdje su izgubili s 2:0 od Lillea.

## Poznati igrači i treneri
Trener José Mourinho ih je vodio u sezoni 2001./02.
Od poznatih igrača, za UD Leiriu su igrali Derlei, Maciel, Silas, Douala, Nuno Valente, Helton i João Paulo. 

## Vanjske poveznice
- Službene stranice  Arhivirana inačica izvorne stranice od 5. studenoga 2006. (Wayback Machine)
- Frente Leiria  Arhivirana inačica izvorne stranice od 31. kolovoza 2006. (Wayback Machine)